# کروویتسا لاسووا
کروویتسا لاسووا (به لهستانی:  Krowica Lasowa) یک روستا در لهستان است که در گمینا لوباچوو واقع شده‌است.
 کروویتسا لاسووا  ۲۲۰ نفر جمعیت دارد.